# Demonax (cràter)

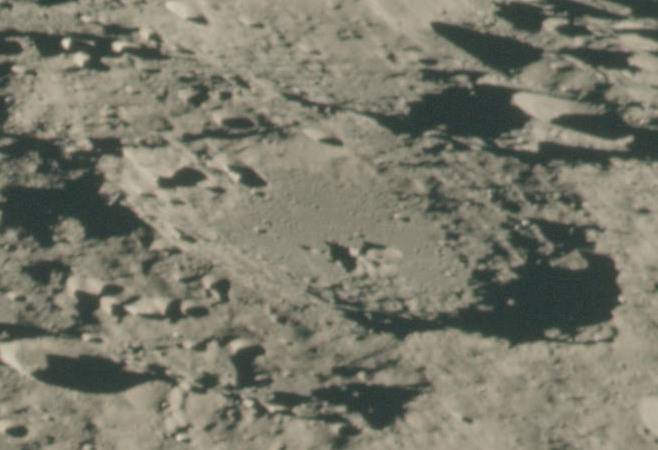
Fotografia de la missió Apol·lo 15

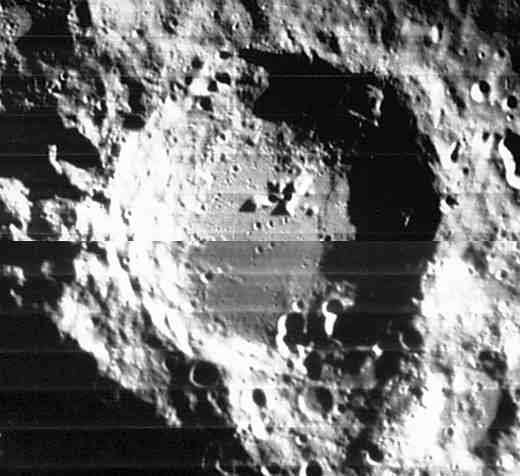
Fotografia de la missió Lunar Orbiter 4

Demonax és un cràter d'impacte prop de l'extrem meridional de la Lluna. Aquesta ubicació fa que el cràter sigui difícil d'observar a causa de la perspectiva. A més, el cràter rep la llum en un angle molt baix quan es troba en el costat il·luminat pel sol. Demonax es troba just al nord del cràter Scott, una de les formacions del pol sud. Cap al nord-nord-oest s'hi troba Boguslawsky.
Aquest cràter té una vora desgastada i erosionada, amb diversos cràters petits situats al llarg de la vora i les parets interiors. La vora sud-oriental, en particular, presenta una notable col·lecció d'impactes, incloent el cràter satèl·lit Demonax A, que envaeix el fons del cràter principal, que ha estat reconstituït per fluxos de lava, deixant una superfície plana i anivellada. No obstant això, un grup de pics centrals es troba prop del punt mitjà, i la parteix nord de la planta és aspra i amb monticles. Les restes d'algunes terrasses són visibles al llarg del pis interior occidental.
A causa del baix angle de la llum solar que arriba aquest cràter, la paret interior al llarg del costat nord del cràter roman pràcticament sempre a les fosques.

## Cràters satèl·lit
Per convenció, aquests elements són identificats en els mapes lunars posant la lletra en el costat del punt mitjà del cràter que està més prop de Demonax.
|         | \| Demonax \| Coordenades \| Diàmetre \| \| ------- \| ------------------------------------ \| -------- \| \| A \| 79° 06′ S, 64° 18′ E / 79.1°S,64.3°E \| 16 km \| \| B \| 81° 30′ S, 73° 54′ E / 81.5°S,73.9°E \| 19 km \| \| C \| 80° 06′ S, 54° 54′ E / 80.1°S,54.9°E \| 10 km \| \| E \| 78° 18′ S, 43° 24′ E / 78.3°S,43.4°E \| 40 km \| |          |
| Demonax | Coordenades | Diàmetre |
| A       | 79° 06′ S, 64° 18′ E / 79.1°S,64.3°E | 16 km    |
| B       | 81° 30′ S, 73° 54′ E / 81.5°S,73.9°E | 19 km    |
| C       | 80° 06′ S, 54° 54′ E / 80.1°S,54.9°E | 10 km    |
| E       | 78° 18′ S, 43° 24′ E / 78.3°S,43.4°E | 40 km    |